# La Mercè
La Mercè är en årlig stadsfestival (katalanska: festa major) i den katalanska huvudstaden och tillika spanska metropolen Barcelona. Festivalen har haft officiell status sedan åtminstone 1902 och arrangeras till hyllning av staden Barcelonas skyddshelgon Jungfru Maria, Barmhärtighetens moder (katalanska: Mare de Déu de la Mercè), en benämning på Jungfru Maria. La Mercè äger rum under cirka fem dagars tid i slutet av september, då man tar farväl av den i Sydeuropa ofta heta sommaren och samtidigt välkomnar den svalare hösten.

## Historia

### Bakgrund
Festligheterna arrangeras årligen runt den 24 september, numera ofta mellan 19 och 24 september. De flitigt förekommande paraderna har en koppling till de traditionella karnevalsparaderna runt Corpus Christi; de senare förekom i regionen redan på 1400- och 1500-talet.
Datumet 24 september förklaras traditionellt med att Jungfru Maria, Barmhärtighetens moder år 1218 samtidigt visade sig för kung Jakob I, Pere Nolasc (grundare av Vår Frus barmhärtighetsorden, kopplad till Santa Eulalia) och Ramon de Penyafort. Dessa tre uppmanades av henne att grunda en orden för att rädda kristna i muslimsk fångenskap.
1687 drabbades Barcelona av en förtärande gräshoppsinvasion, vilket fick folket att åkalla Jungfru Maria, Barmhärtighetens moders beskydd. När väl plågan var överstånden beslöts att proklamera henne till stiftets skyddspatron; det officiella stadfästandet av det hela skedde dock först 1868, genom ett uttalande av påven Pius IX.

### Instiftande
1868 var också året då man i staden inledde det årligen återkommande hyllandet av Jungfru Maria, Barmhärtighetens moder, runt den 14 september. Firandet varierade dock i omfattning, från år till år. 1902, i samband med att staden fick ett utpräglat katalanistiskt styre, beslöts att instifta La Mercè som en officiell stadsfestival, för att visa upp den lokala och regionala kulturen.
Under mellankrigstiden rådde stor oenighet omkring huvudinriktningen på La Mercè, där vissa framhöll den religiösa sidan som viktigast, medan andra höll den folkliga festivalkaraktären högst. Efter spanska inbördeskriget och under efterkrigstidens francoistiska styre dominerades La Mercè helt av katolska firanden, medan mer folkliga uttryck återkom först under 1960-talet.

### Senare år
Den nutida utformningen av folklig stadsfestival etalerades först i samband med Spaniens återgång till demokrati, då de styrande i staden Barcelona beslöt att låta La Mercè bli en folkfest med gott om lekfulla inslag för alla åldrar. Man hämtade då inspiration från traditionella festivaler och högtider i katalanska orter i bland annat Garraf och Penedès.

## Händelser
Under La Mercè fylls Barcelonas gator och torg med olika parader, fyrverkerier (inklusive den speciella correfoc – "eldlopp") och folksamlingar av olika slag. Normala trafikregler på Barcelonas gator är under dessa dagar delvis satta ur spel.

### Correfoc

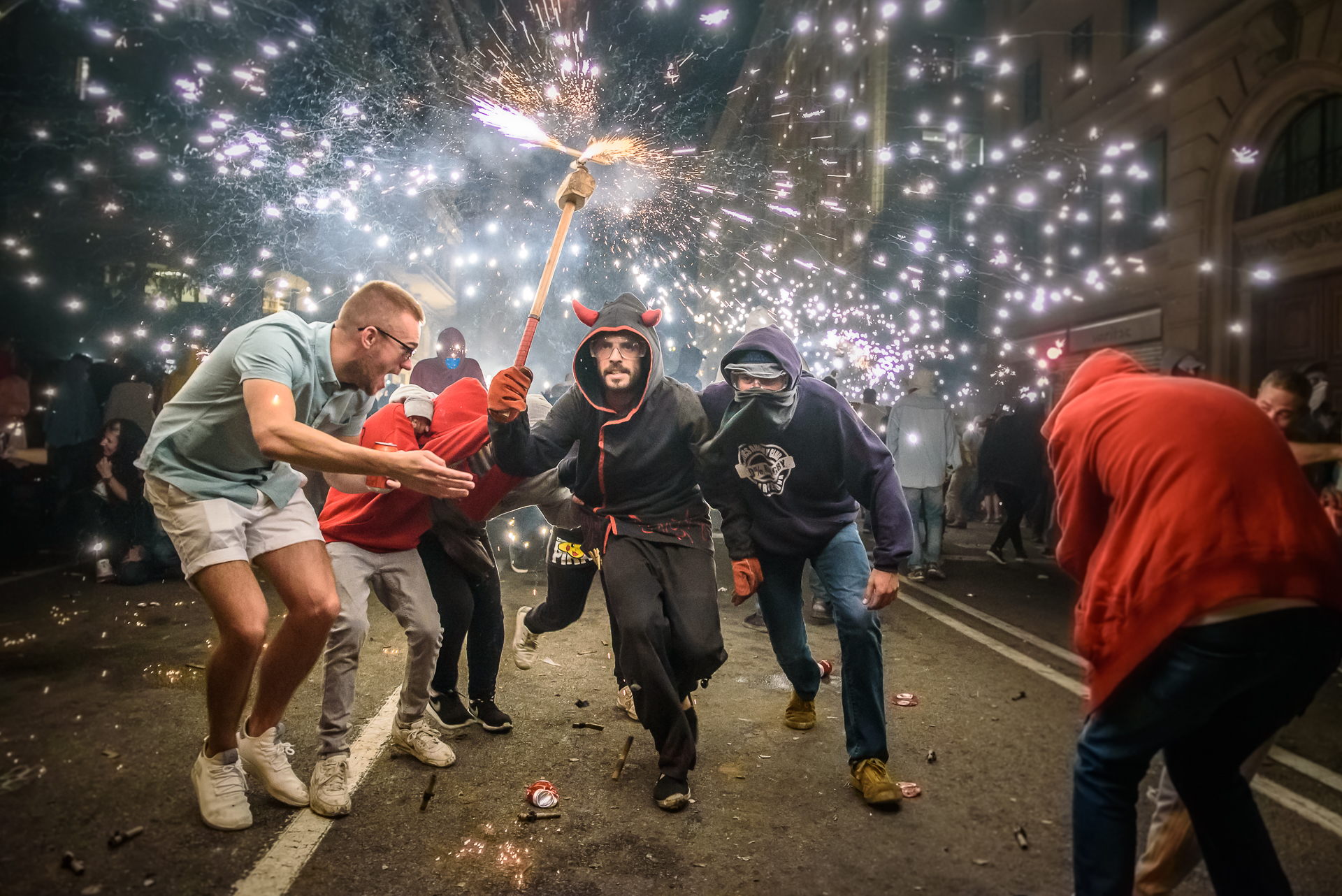
Correfoc, 2017.

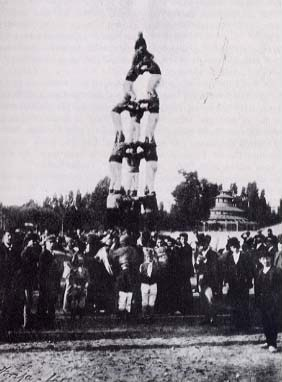
Castell-uppvisning, 1902.

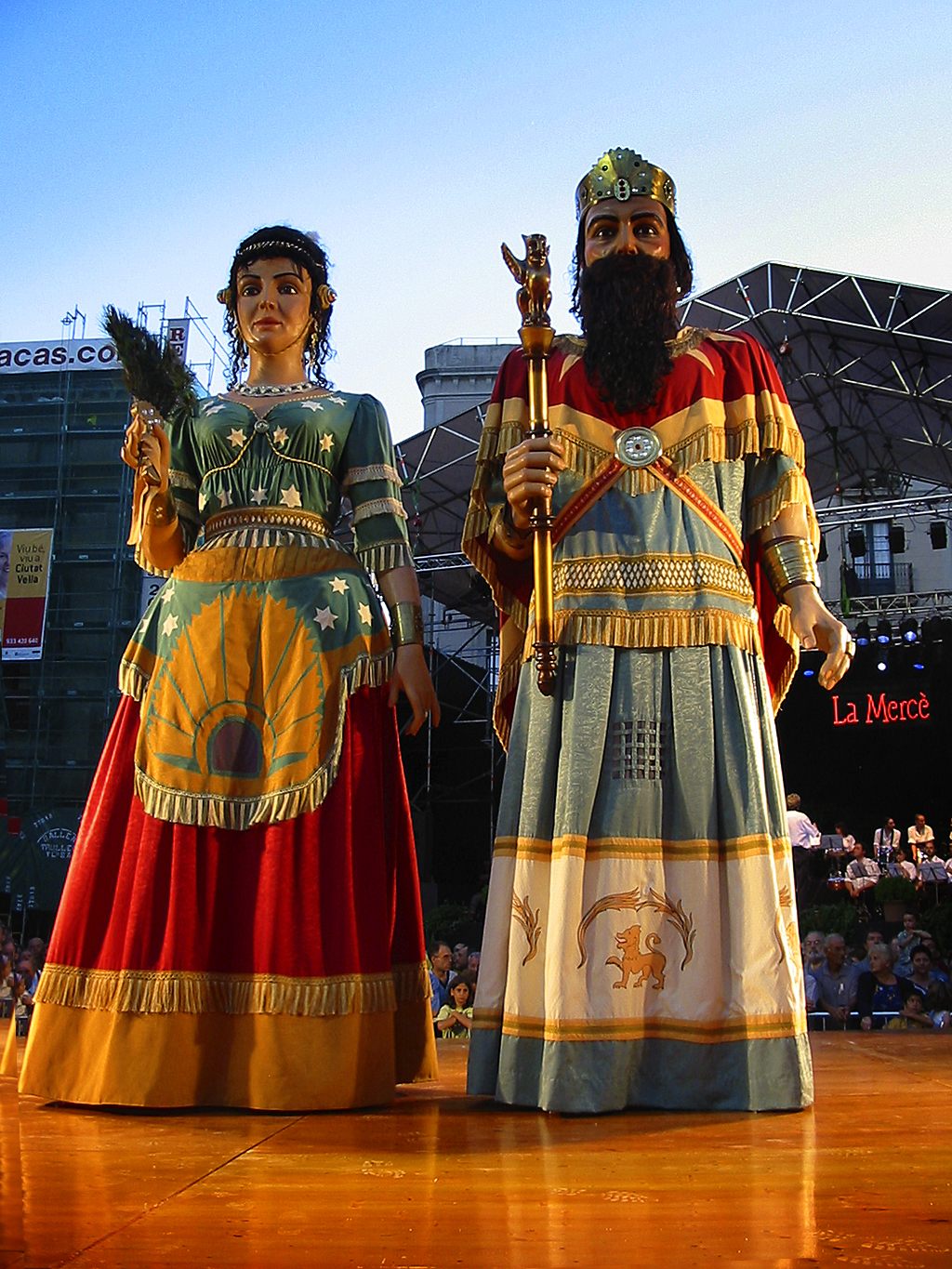
Jättar, 2003.

Under correfoc ägnar sig många åt att sprida fyrverkerier från handhållna pjäser av typen fontäner eller häxkvastar. Åskådare rekommenderas ofta att ikläda sig hatt, skyddsglasögon och oömma kläder, på grund av olycksriskerna via de kringflygande gnistorna och eldsflagorna. Ofta arrangeras correfoc som särskilda "eldrusningar", med en barnvänligare variant tidigare på kvällen och en mer "vuxen" och vild senare.
Under La Mercè arrangeras dessa "eldrusningar" ofta runt solnedgången. De sker för det mesta längs med eller i närheten av avenyn Via Laietana, som under denna tid spärras av för biltrafik och därmed tillägnas "djävularna" och deras verksamhet.
Correfoc-traditionen har en traditionell koppling till Djävulen och hans hotande uppenbarelse. Numera fungerar dessa "djävlar" som grupper av festarrangörer som klär ut sig och sprider eld längs med gatorna under La Mercè och andra katalanska festivaler. Förutom till djävlar klär många ut sig till drakar, andra varelser som också kopplas samman med eld och onda krafter.

### Castell
En av höjdpunkterna under festivaldagarna är castell-framträdanden, en tradition med långa rötter i den katalanska festivalhistorien. Dessa äger oftast rum på Plaça de Sant Jaume i Barri Gòtic, som under dessa middagsevenemang kantas av tusentals åskådare.

### Jättar och storhuvuden
Parader förekommer alltid under La Mercè. Och där är traditionen med "jättar och storhuvuden" en central ingrediens. Det handlar om överstora men lätta persondockor av målad papier-maché, vilka framförs av människor inuti dem. Jättar är helkroppsdockor, medan storhuvuden endast består av överstora personhuvuden, ofta föreställande kända personer ur den katalanska historien. Där ingår kungar, drottningar, adelsmän eller andra dignitärer.

### Övriga händelser
På Plaça de Sant Jaume i gamla stan arrangeras kvällstid under festivalen olika ljusprojektioner. Som fond finns byggnader runt torget, där både Palau de la Generalitat och stadens Barcelonas rådhus är beläget.
Dessutom arrangeras många delevenemang med koppling till katalansk musik och dans. Här finns uppvisningar av sardana, liksom musikkonserter.

## Eldkopplingen
Correfoc och dess koppling till La Mercè är bara ett av ett antal ljus- och eld-relaterade fenomen på högtider med eller utan religiös koppling runt om i världen. Flera av dessa evenemang är kopplade till astronomiska kardinalpunkter, inklusive Eldfesten under nouroz (vid vårdagjämningen), danska Sankt Hans-bål vid midsommar samt luciatåg och nyårsfyrverkerier (båda i närheten av vintersolståndet).

## Galleri

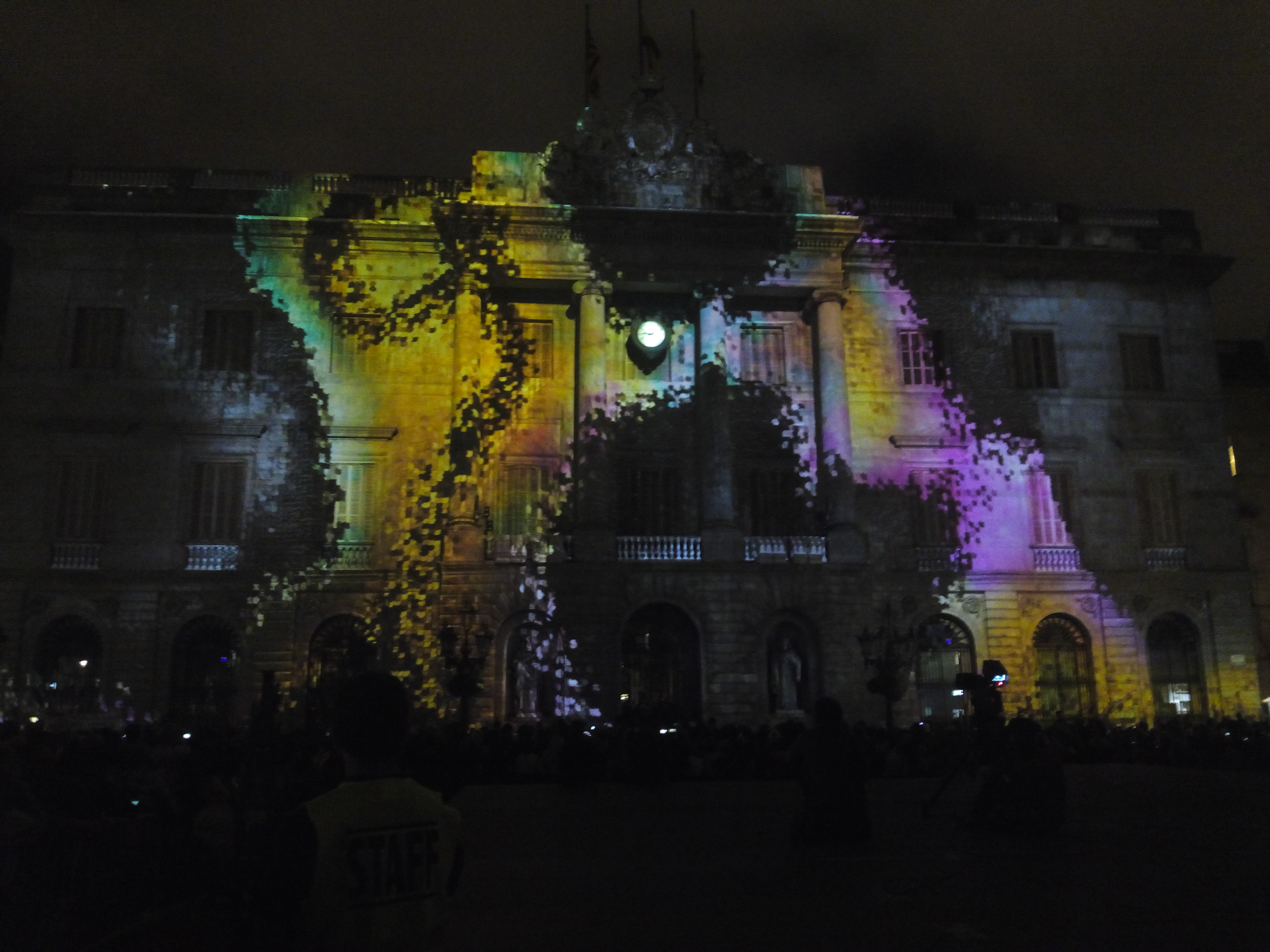
Ljusprojektion på Barcelonas rådhus, vid invigningen 2017.
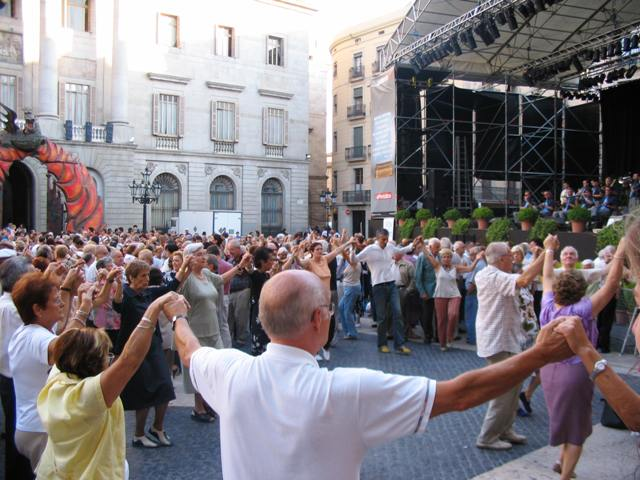
Sardana-uppvisning 2005.
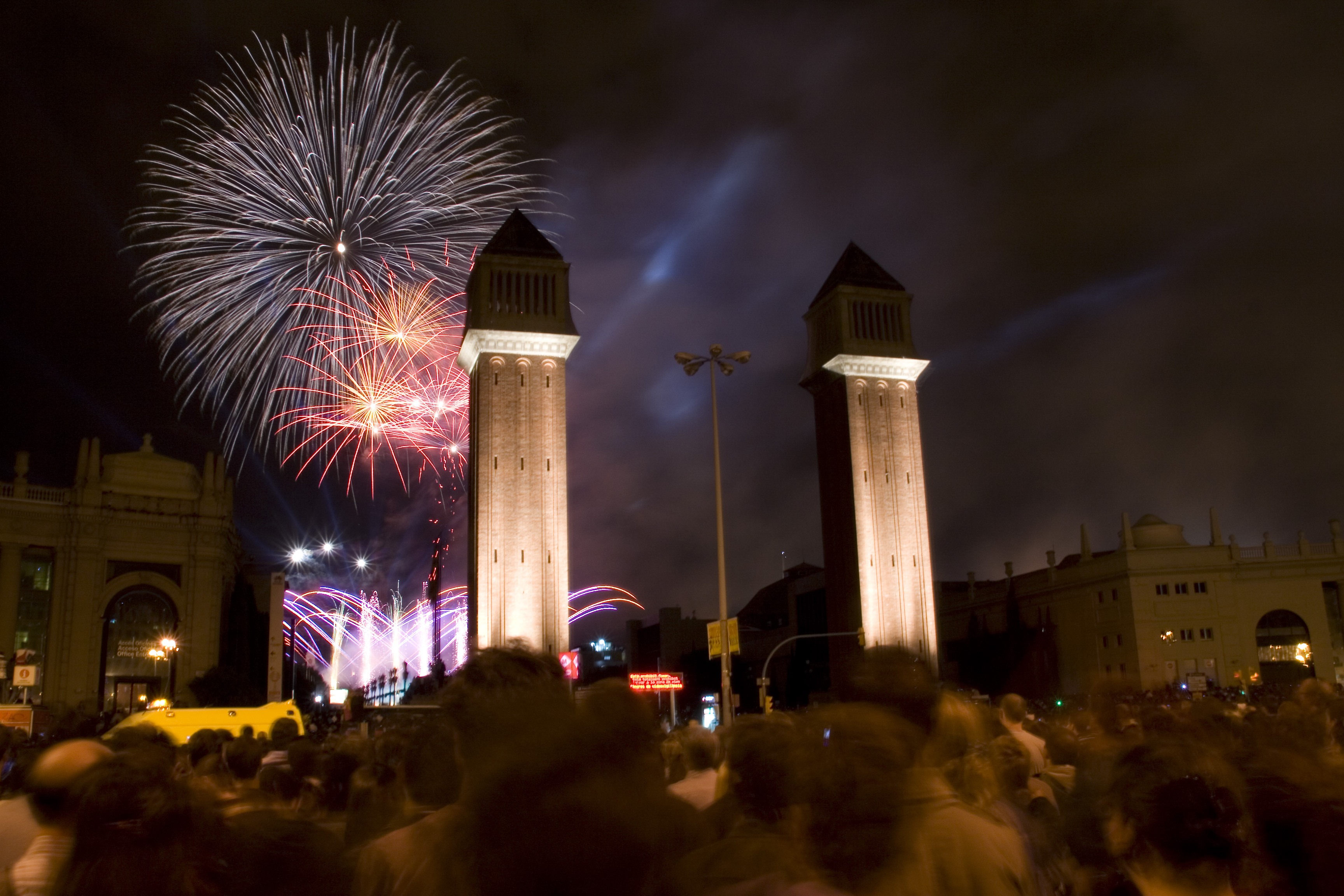
Avslutande fyrverkerier 2014, vid Plaça Espanya.